# Wulfila saltabundus
Wulfila saltabundus là một loài nhện trong họ Anyphaenidae.
Loài này thuộc chi Wulfila. Wulfila saltabundus được Nicholas Marcellus Hentz miêu tả năm 1847.